# Parlamentswahl in Russland 2021
- KPRF: 57
- SR: 27
- Neue Leute: 13
- ER: 324
- LDPR: 21
- Rodina: 1
- BP: 1
- Wachstumspartei: 1
- Unabh.: 5

Die Parlamentswahl in Russland 2021 fand vom 17. bis 19. September 2021 statt. Gewählt wurden die 450 Abgeordneten der 8. Versammlung der Staatsduma der Föderationsversammlung der Russischen Föderation. Als Siegerin ging die Regierungspartei Einiges Russland aus der Wahl hervor, welche 49,82 % der Stimmen erlangte. Trotz Stimmenverlusten konnte die Partei aufgrund der hohen Zahl von 198 gewonnenen Direktmandaten ihre bisherige Zweidrittelmehrheit im Parlament behaupten. Außerdem zogen die Kommunistische Partei (KPRF), die rechte LDPR und die Partei Gerechtes Russland erneut in die Duma ein. Alexei Nawalnys Stiftung gegen Korruption war kurz vor der Wahl in einem Eilverfahren die Wählbarkeit entzogen worden. Der Regierung wurde Wahlfälschung vorgeworfen. Lediglich die Partei Neue Leute, welche erstmals die Fünf-Prozent-Hürde überwand (aber für eine vom Kreml initiierte Spoiler-Partei gehalten wird), bot der außerparlamentarischen Opposition an, ihre Interessen mit zu vertreten. Einzelmandate wurden von der Wachstumspartei, von Rodina und von der Bürgerplattform errungen.

## Wahlsystem und Organisation
Wahlen zur Staatsduma finden laut Gesetz in Russland immer an einem dritten Sonntag im September statt. Im Juni 2021 teilte die Zentrale Wahlkommission mit, dass die Wahlen in einem dreitägigen Zeitraum von 17. bis 19. September 2021 stattfinden. An der Ausweitung des Wahlzeitraumes gab es Kritik von Opposition und Experten. Ein dreitägiger Wahlzeitraum erschwere die demokratische Kontrolle und erleichtere die Mobilisierung abhängiger Wählergruppen, stellte der Politologe Aleksandr Poschalow im Kommersant fest. Den Wahlkommissionen im Ausland wurde die Entscheidung für oder gegen den dreitägigen Wahlzeitraum freigestellt.
Parlamentswahlen in Russland werden seit 2016 nach dem schon von 1993 bis 2003 verwendeten Grabenwahlrecht durchgeführt. Dementsprechend wird die Hälfte der insgesamt 450 Mandate durch Verhältniswahl vergeben. Die andere Hälfte wird durch Direktwahl bestimmt. Dabei werden Direktmandate, anders als z. B. in Deutschland, nicht auf die durch Verhältniswahl errungenen Mandate angerechnet. Das System ist demnach das gleiche wie seit 2011 zur Parlamentswahl in Ungarn und begünstigt insbesondere die größte Partei Einiges Russland.

## Ausgangslage
Wahlberechtigt waren mehr als 108 Millionen Bürger und über 1,9 Millionen im Ausland lebende Russen. Insgesamt wurden 14 Parteien zu den Wahlen zugelassen. Bis zur Wahl waren von diesen nur vier in Fraktionsstärke in der Duma vertreten. Viele Kandidaten der Opposition waren jedoch zur Wahl nicht zugelassen worden. Dazu reichte es bereits aus, im Verdacht zu stehen, Kontakt zu der Anti-Korruptions-Stiftung des inhaftierten Oppositionspolitikers Alexei Nawalny gehabt zu haben, die von den Behörden als „extremistische Organisation von ausländischen Agenten“ bezeichnet wird. Zu den Betroffenen zählen etwa Ljubow Eduardowna Sobol, Ilja Walerjewitsch Jaschin und Lew Markowitsch Schlosberg.
Bei der Wahl kam es zu einigen Neuerungen im Ablauf, die offiziell mit der anhaltenden Corona-Pandemie begründet wurden: So kam erstmals ein Onlinewahlverfahren zum Einsatz. Dieses war jedoch beschränkt auf sieben Regionen. Oppositionelle und unabhängige Wahlbeobachter, u. a. von der OSZE, kritisierten, dass dadurch Wahlfälschung sehr einfach und nicht nachvollziehbar würde. Zudem fand die Wahl über insgesamt drei Tage (Freitag bis Sonntag) statt. Auch hieran wurde kritisiert, dass die Wahlurnen nachts unbeobachtet seien.
Bei dieser Duma-Wahl konnten zum ersten Mal auch Einwohner des ukrainischen Donbass, die im Zuge des Kriegs in der Ukraine russische Staatsbürgerschaften erhalten hatten, abstimmen. Dies führte zu vehementer Kritik der ukrainischen Regierung. Sie wirft Putin vor, die Spaltung im Land weiter zu bestärken.
Der Staat warb mit einer Lotterie mit einer Million Preisen, darunter Wohnungen, Autos und Einkaufsgutscheinen, für die Teilnahme an der Wahl. Wenige Wochen vor der Parlamentswahl autorisierte Russlands Präsident Wladimir Putin, dass alle Rentner sowie Eltern für jedes schulpflichtige Kind einmalig circa 10.000 Rubel (115 Euro) bekommen und Mitglieder von Armee, Polizei und anderen uniformierten Sicherheitskräften eine Einmalzahlung von 15.000 Rubel (173 Euro) erhalten.
Umfragen vor der Wahl ergaben für die regierende Partei Einiges Russland, die Präsident Wladimir Putin nahesteht, Werte um nur noch knapp 30 Prozent. Dennoch wurde aufgrund des Wahlsystems und der zu erwartenden Wahlfälschung mit einem klaren Wahlsieg Putins gerechnet. Die Kommunistische Partei wurde, nicht zuletzt aufgrund des von Nawalny propagierten Smart Votings, als zweitstärkste Kraft vorausgesagt.
Die wichtigsten Instrumente zur Beeinflussung des Wahlkampfs seien neben der Propaganda des Staatsfernsehens ein vielschichtiges System von Einschüchterungen, sodann Willkür und materielle Belohnungen für Angepasste. Trotzdem gab es noch Proteste gegen die – wiederum – gefälschten Wahlen: Am 20. September demonstrierten in Moskau mehrere Hundert Menschen wegen vermeintlicher Fälschungen zuungunsten der KPRF.

## Wahlbeobachtung und Wahlfälschung
Die OSZE entsandte zu dieser Wahl keine Beobachter nach Russland. Dies wurde von Seiten der Organisation damit begründet, dass die vielfältigen, durch die russischen Behörden vorgegebenen und laut Angabe pandemiebedingten Einschränkungen eine landesweite Beobachtung der Wahlen unmöglich erscheinen lasse.
Bei der Wählerinitiative Golos, der bedeutendsten Wahlbeobachter-NGO in Russland, gingen insgesamt mehr als 4000 Beschwerden wegen Verletzungen des Wahlrechts bei der Stimmabgabe ein. Sie betrafen unter anderem das Abstimmen mit mobilen Urnen, Videos von mancherorts stapelweise in die Urnen gestopfte (falsche) Stimmzettel, aber auch die gewaltsame Entfernung oder Behinderung von Wahlbeobachtern. Derartige Behinderungen von Auszählungsbeaufsichtigungen, teilweise unter Einsatz von Gewalt, gab es unter anderem in Tatarstan, im Moskauer Gebiet, im Sankt Petersburger Gebiet und der Region Krasnodar. Die Zentrale Wahlkommission erklärte die vielen Fälschungsvorwürfe als „fabriziert“. Kandidaten aus dem Lager Alexei Nawalnys waren zur Wahl nicht zugelassen worden, da ihre Organisationen als „extremistisch“ eingeordnet worden waren, der Kreml-Kritiker Andreji Piwarow wurde aus einem Flugzeug geholt und verhaftet und führte seinen Wahlkampf vom Gefängnis aus fort. In St. Petersburg war der Jabloko-Kandidat  Boris Wischnjewskij damit konfrontiert, dass zwei Doppelgänger, „Scheinkandidaten“ nicht nur unter gleichem Namen, sondern auch mit ihm ähnlichem Aussehen kandidierten. Einer der beiden habe sich dafür extra einen Bart wachsen lassen. Zuvor schon hatte die Wahlkommission unabhängige Kandidaten wegen, unüberprüfbarer oder fehlender Unterschriften oder Zusammenarbeit mit Alexei Nawalny nicht zur Wahl zugelassen; die erstmals teilweise zugelassene elektronische Stimmenabgabe hat Wahlfälschungen vermutlich erleichtert.
Ein Sprecher der russischen Regierung erklärte, die Wahl sei „frei und fair“ verlaufen.
Im Dorf Aksai (Dagestan) erreichte laut offiziellem Endergebnis die Grüne Partei 98 %. Die Partei Einiges Russland konnte keine einzige Stimme erreichen. In vorherigen Wahlen konnte die Partei allerdings zwei Drittel der Stimmen in dem Dorf erringen. Der politische Beobachter András Tóth-Czifra sprach von einem vermutlichen Fehler beim Fälschen der Wahl.

## Parteien

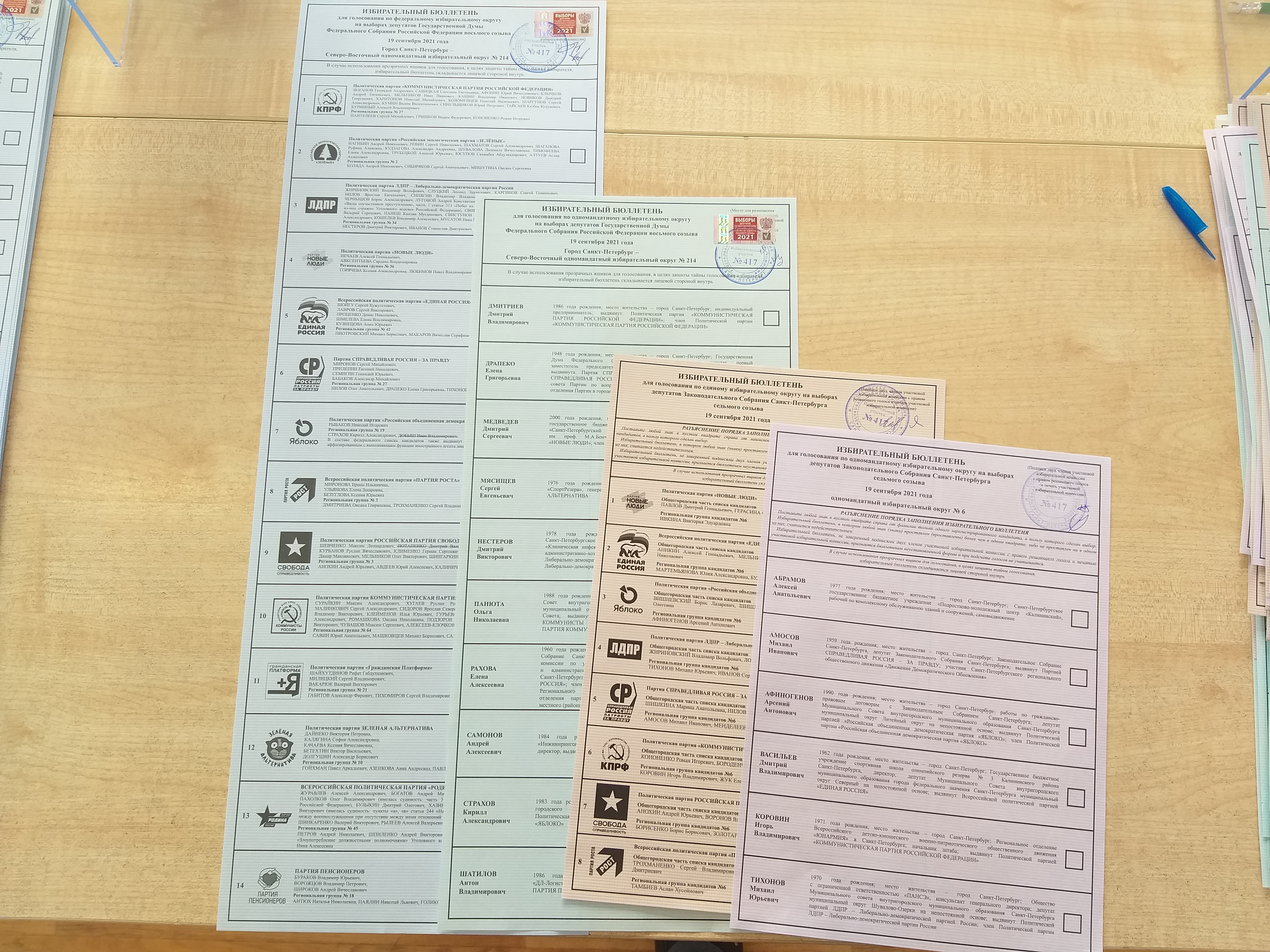
Stimmzettel zur russischen Parlamentswahl

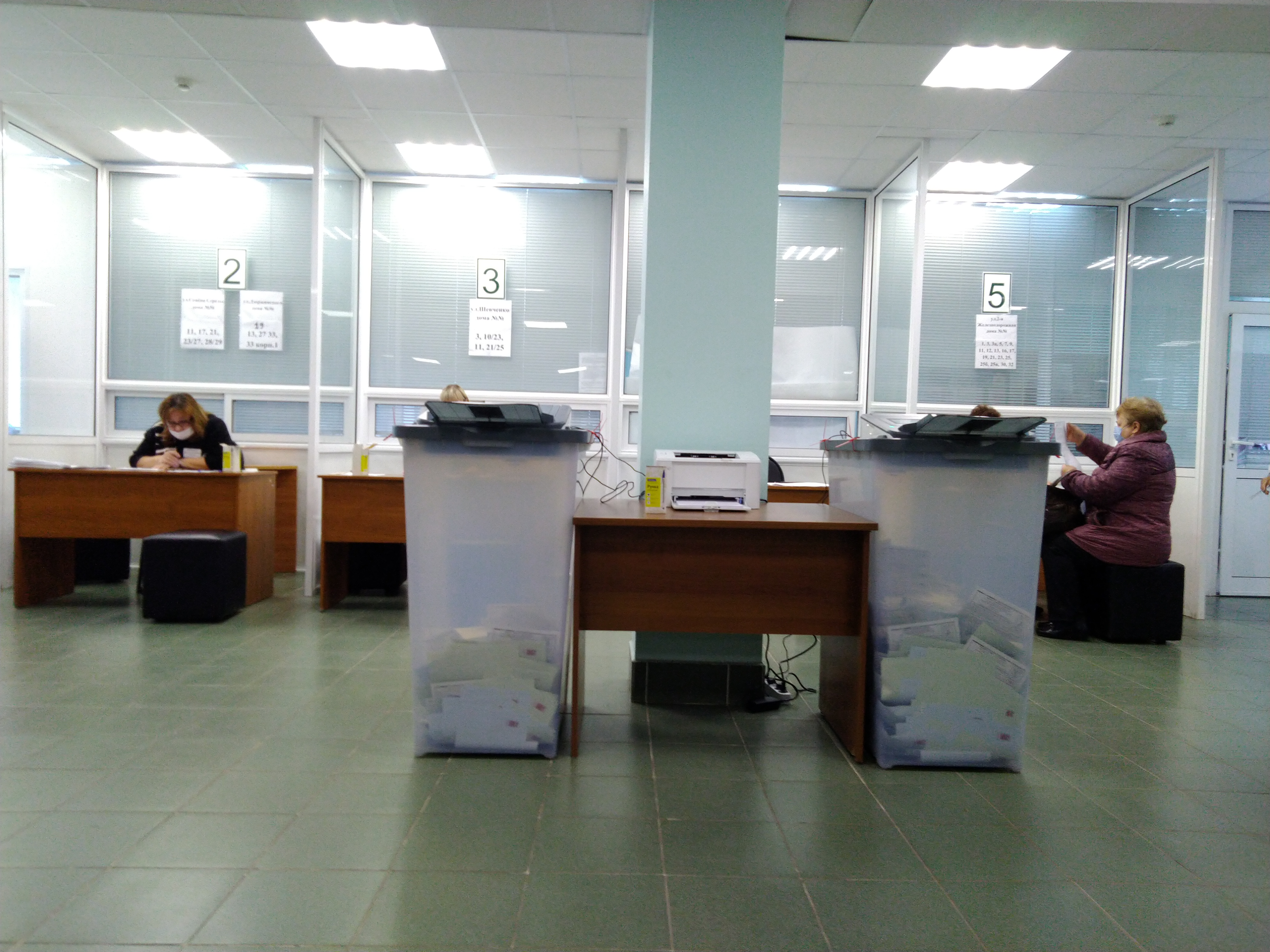
Wahlurnen in Rjasan

| Nr. | Nr. | Name                                                      | Parteiführer          | Spitzenkandidat       | Politische Position     | Ideologie                                                        |
| --- | --- | --------------------------------------------------------- | --------------------- | --------------------- | ----------------------- | ---------------------------------------------------------------- |
| 1   |     | Kommunistische Partei der Russischen Föderation           | Gennadi Sjuganow      | Gennadi Sjuganow      | links bis linksextrem   | Kommunismus, Marxismus-Leninismus, Sozialkonservatismus          |
| 2   |     | Russische Ökologische Partei „Die Grünen“                 | Andrei Nagibin        | Andrei Nagibin        | Mitte                   | Ökologismus, Grüne Politik                                       |
| 3   |     | Liberal-Demokratische Partei Russlands                    | Wladimir Schirinowski | Wladimir Schirinowski | rechts bis rechtsextrem | Rechtspopulismus, Nationalismus, Sozialkonservatismus            |
| 4   |     | Neue Leute                                                | Alexei Netschajew     | Alexei Netschajew     | Mitte-rechts            | Liberalismus                                                     |
| 5   |     | Einiges Russland                                          | Dmitri Medwedew       | Sergei Schoigu        | Catch-all-Partei        | Konservatismus                                                   |
| 6   |     | Gerechtes Russland                                        | Sergei Mironow        | Sergei Mironow        | Mitte bis Mitte-links   | Linksnationalismus, Sozialdemokratie, Demokratischer Sozialismus |
| 7   |     | Jabloko                                                   | Nikolai Rybakow       | Nikolai Rybakow       | Mitte bis Mitte-links   | Sozialliberalismus, Sozialdemokratie                             |
| 8   |     | Wachstumspartei                                           | Boris Titow           | Jelena Uljanowa       | Mitte-rechts            | Liberalkonservatismus                                            |
| 9   |     | Russische Partei der Freiheit und Gerechtigkeit           | Maxim Schewtschenko   | Maxim Schewtschenko   | Mitte-links             | Sozialdemokratie, Nationalismus, Föderalismus                    |
| 10  |     | Kommunisten Russlands                                     | Maxim Suraikin        | Maxim Suraikin        | linksextrem             | Kommunismus, Marxismus-Leninismus, Neo-Stalinismus               |
| 11  |     | Bürgerplattform                                           | Rifat Schaichutdinow  | Rifat Schaichutdinow  | Mitte-rechts            | Wirtschaftsliberalismus, Liberalkonservatismus                   |
| 12  |     | Grüne Alternative                                         | Ruslan Chwostow       | Wiktorija Daineko     | Mitte-links             | Grüne Politik, Ökologismus                                       |
| 13  |     | Rodina                                                    | Alexei Schurawljow    | Alexei Schurawljow    | rechts bis rechtsextrem | Nationalismus, Nationalkonservatismus                            |
| 14  |     | Russische Partei der Pensionäre für soziale Gerechtigkeit | Wladimir Burakow      | Wladimir Burakow      | Mitte                   | Rentnerinteressen                                                |

## Ergebnisse

Die obere Karte gibt die Siegerparteien bei den Zweitstimmen je Wahlkreis wieder.
Die untere Karte zeigt die Erststimmenergebnisse an.

Die Wahlbeteiligung lag im Gesamtdurchschnitt bei 51,68 %. In manchen Regionen, bspw. in Tschetschenien (über 93 %), Tartastan (79 %) und Kemerowo (70 %) lag die Wahlbeteiligung laut offiziellen Zahlen auch deutlich darüber.
| Platz                 | Platz     | Partei                                                    | Stimmen    | %      | Sitze | Davon:         | Davon:           |
| Platz                 | Platz     | Partei                                                    | Stimmen    | %      | Sitze | föderale Liste | regionale Listen |
| --------------------- | --------- | --------------------------------------------------------- | ---------- | ------ | ----- | -------------- | ---------------- |
|                       | 1.        | Einiges Russland                                          | 28.064.258 | 49,82  | 324   | 126            | 198              |
|                       | 2.        | Kommunistische Partei der Russischen Föderation           | 10.660.599 | 18,93  | 57    | 48             | 9                |
|                       | 3.        | Liberal-Demokratische Partei Russlands                    | 4.252.096  | 7,55   | 21    | 19             | 2                |
|                       | 4.        | Gerechtes Russland                                        | 4.201.715  | 7,46   | 27    | 19             | 8                |
|                       | 5.        | Neue Leute                                                | 2.997.676  | 5,32   | 13    | 13             | 0                |
|                       |           |                                                           |            |        |       |                |                  |
|                       | 6.        | Russische Partei der Pensionäre für soziale Gerechtigkeit | 1.381.890  | 2,45   | 0     | 0              | 0                |
|                       | 7.        | Jabloko                                                   | 753.280    | 1,34   | 0     | 0              | 0                |
|                       | 8.        | Kommunisten Russlands                                     | 715.685    | 1,27   | 0     | 0              | 0                |
|                       | 9.        | Russische Ökologische Partei "Die Grünen"                 | 512.420    | 0,91   | 0     | 0              | 0                |
|                       | 10.       | Rodina                                                    | 450.437    | 0,80   | 1     | 0              | 1                |
|                       | 11.       | Russische Partei der Freiheit und Gerechtigkeit           | 431.559    | 0,77   | 0     | 0              | 0                |
|                       | 12.       | Grüne Alternative                                         | 357.855    | 0,64   | 0     | 0              | 0                |
|                       | 13.       | Wachstumspartei                                           | 291.483    | 0,64   | 1     | 0              | 1                |
|                       | 14.       | Bürgerplattform                                           | 86.964     | 0,15   | 1     | 0              | 1                |
|                       |           | Unabhängige                                               | –          | –      | 5     | 0              | 5                |
| Nicht vergebene Sitze |           |                                                           |            |        |       |                |                  |
| Insgesamt             | Insgesamt | Insgesamt                                                 |            | 100,00 | 450   | 225            | 225              |

## Proteste
Nach Bekanntgabe der Ergebnisse sprach die Kommunistische Partei der Russischen Föderation (KPRF) von Wahlbetrug und rief zu Protesten im Zentrum von Moskau auf. Daran nahmen mehrere hundert Menschen teil, darunter auch Anhänger des Oppositionspolitikers Alexej Nawalny. Die Proteste waren nicht genehmigt und es kam zu einigen Festnahmen.